# Баянзурхэ
Баянзурхэ (монг. Баянзүрх, «богатое сердце») — сомон в аймаке Хувсгел. Расположен в западной части аймака. Граничит с Россией (на западе) и с сомонами: Улаан-Уул (на севере), Арбулаг (на востоке) и Цагаан-Уул (на юге).
Площадь составляет 4300 км², из которых 2600 км² занимают пастбища. Население на 2000 год — 4202 человека; средняя плотность населения составляет 0,98 чел/км². Административный центр — Алтрага, расположен в 127 км от города Мурэн и в 798 км от Улан-Батора.
По данным на 2004 год в сомоне было примерно 36 000 коз, 55 000 овец, 13 000 коров и яков, 6000 лошадей и 280 верблюдов.